# Tour Down Under 2024
Tour Down Under 2024 var den 24. udgave af det australske etapeløb Tour Down Under. Cykelløbets seks etaper havde en samlet distance på 824,6 km, og blev kørt fra 16. januar med start i Tanunda til 21. januar 2024 hvor der var mål i Mount Lofty. Løbet var første arrangement på UCI World Tour 2024. Down Under Classic blev kørt som optaktsløb.
Britiske Stephen Williams fra Israel-Premier Tech blev den samlede vinder af løbet.

## Etaperne
| Etape    | Dato     | Start – Mål                     | type              | Afstand (km) | Elevation (m) | Etapevinder      | Førende rytter   |
| -------- | -------- | ------------------------------- | ----------------- | ------------ | ------------- | ---------------- | ---------------- |
| 1. etape | 16. jan. | Tanunda – Tanunda               | flad etape        | 144          | 1.381 m       | Sam Welsford     | Sam Welsford     |
| 2. etape | 17. jan. | Norwood – Lobethal              | kuperet etape     | 141,6        | 2.269 m       | Isaac Del Toro   | Isaac Del Toro   |
| 3. etape | 18. jan. | Tea Tree Gully – Campbelltown   | flad etape        | 145,3        | 1.606 m       | Sam Welsford     | Isaac Del Toro   |
| 4. etape | 19. jan. | Murray Bridge – Port Elliot     | flad etape        | 136,2        | 575 m         | Sam Welsford     | Isaac Del Toro   |
| 5. etape | 20. jan. | Christies Beach – Willunga Hill | middel bjergetape | 129,3        | 1.437 m       | Oscar Onley      | Stephen Williams |
| 6. etape | 21. jan. | Unley – Mount Lofty             | middel bjergetape | 128,2        | 2.344 m       | Stephen Williams | Stephen Williams |

### 1. etape
| Tanunda - Tanunda | flad etape | (144 km) |

| \| Etaperesultat \| Etaperesultat \| Etaperesultat \| Etaperesultat \| Etaperesultat \| \| Rytter \| Rytter \| Hold \| Tid \| \| \| ------------- \| ---------------- \| --------------------- \| ------------- \| ------------- \| \| 1. \| Sam Welsford \| Bora-Hansgrohe \| 3t 25' 56" \| \| \| 2. \| Phil Bauhaus \| Bahrain Victorious \| + 0" \| \| \| 3. \| Biniam Girmay \| Intermarché-Wanty \| + 0" \| \| \| 4. \| Caleb Ewan \| Team Jayco AlUla \| + 0" \| \| \| 5. \| Jhonatan Narváez \| Ineos Grenadiers \| + 0" \| \| \| 6. \| Max Kanter \| Astana Qazaqstan Team \| + 0" \| \| \| 7. \| Danny van Poppel \| Bora-Hansgrohe \| + 0" \| \| \| 8. \| Corbin Strong \| Israel-Premier Tech \| + 0" \| \| \| 9. \| Madis Mihkels \| Intermarché-Wanty \| + 0" \| \| \| 10. \| Mathias Vacek \| Lidl-Trek \| + 0" \| \| |                  |                       |            |
| |                  |                       |            |
| Kilde: ProCyclingStats |                  |                       |            |
| Etaperesultat |                  |                       |            |
| Rytter | Rytter           | Hold                  | Tid        |
| 1. | Sam Welsford     | Bora-Hansgrohe        | 3t 25' 56" |
| 2. | Phil Bauhaus     | Bahrain Victorious    | + 0"       |
| 3. | Biniam Girmay    | Intermarché-Wanty     | + 0"       |
| 4. | Caleb Ewan       | Team Jayco AlUla      | + 0"       |
| 5. | Jhonatan Narváez | Ineos Grenadiers      | + 0"       |
| 6. | Max Kanter       | Astana Qazaqstan Team | + 0"       |
| 7. | Danny van Poppel | Bora-Hansgrohe        | + 0"       |
| 8. | Corbin Strong    | Israel-Premier Tech   | + 0"       |
| 9. | Madis Mihkels    | Intermarché-Wanty     | + 0"       |
| 10. | Mathias Vacek    | Lidl-Trek             | + 0"       |

| \| Samlede stilling \| Samlede stilling \| Samlede stilling \| Samlede stilling \| Samlede stilling \| \| Rytter \| Rytter \| Hold \| Tid \| \| \| ---------------- \| ----------------- \| --------------------- \| ---------------- \| ---------------- \| \| 1. \| Sam Welsford \| Bora-Hansgrohe \| 3t 25' 46" \| \| \| 2. \| Phil Bauhaus \| Bahrain Victorious \| + 4" \| \| \| 3. \| Biniam Girmay \| Intermarché-Wanty \| + 6" \| \| \| 4. \| Corbin Strong \| Israel-Premier Tech \| + 7" \| \| \| 5. \| Georg Zimmermann \| Intermarché-Wanty \| + 7" \| \| \| 6. \| Finn Fisher-Black \| UAE Team Emirates \| + 7" \| \| \| 7. \| Louis Barré \| Arkéa-B&B Hotels \| + 8" \| \| \| 8. \| Jhonatan Narváez \| Ineos Grenadiers \| + 9" \| \| \| 9. \| Caleb Ewan \| Team Jayco AlUla \| + 10" \| \| \| 10. \| Max Kanter \| Astana Qazaqstan Team \| + 10" \| \| |                   |                       |            |
| |                   |                       |            |
| Kilde: ProCyclingStats |                   |                       |            |
| Samlede stilling |                   |                       |            |
| Rytter | Rytter            | Hold                  | Tid        |
| 1. | Sam Welsford      | Bora-Hansgrohe        | 3t 25' 46" |
| 2. | Phil Bauhaus      | Bahrain Victorious    | + 4"       |
| 3. | Biniam Girmay     | Intermarché-Wanty     | + 6"       |
| 4. | Corbin Strong     | Israel-Premier Tech   | + 7"       |
| 5. | Georg Zimmermann  | Intermarché-Wanty     | + 7"       |
| 6. | Finn Fisher-Black | UAE Team Emirates     | + 7"       |
| 7. | Louis Barré       | Arkéa-B&B Hotels      | + 8"       |
| 8. | Jhonatan Narváez  | Ineos Grenadiers      | + 9"       |
| 9. | Caleb Ewan        | Team Jayco AlUla      | + 10"      |
| 10. | Max Kanter        | Astana Qazaqstan Team | + 10"      |

### 2. etape
| Norwood - Lobethal | kuperet etape | (141,6 km) |

| \| Etaperesultat \| Etaperesultat \| Etaperesultat \| Etaperesultat \| Etaperesultat \| \| Rytter \| Rytter \| Hold \| Tid \| \| \| ------------- \| ---------------- \| --------------------- \| ------------- \| ------------- \| \| 1. \| Isaac Del Toro \| UAE Team Emirates \| 3t 29' 37" \| \| \| 2. \| Corbin Strong \| Israel-Premier Tech \| + 0" \| \| \| 3. \| Stephen Williams \| Israel-Premier Tech \| + 0" \| \| \| 4. \| Biniam Girmay \| Intermarché-Wanty \| + 0" \| \| \| 5. \| Caleb Ewan \| Team Jayco AlUla \| + 0" \| \| \| 6. \| Lars Boven \| Alpecin-Deceuninck \| + 0" \| \| \| 7. \| Ruben Guerreiro \| Movistar Team \| + 0" \| \| \| 8. \| Danny van Poppel \| Bora-Hansgrohe \| + 0" \| \| \| 9. \| Max Kanter \| Astana Qazaqstan Team \| + 0" \| \| \| 10. \| Laurence Pithie \| Groupama-FDJ \| + 0" \| \| |                  |                       |            |
| |                  |                       |            |
| Kilde: ProCyclingStats |                  |                       |            |
| Etaperesultat |                  |                       |            |
| Rytter | Rytter           | Hold                  | Tid        |
| 1. | Isaac Del Toro   | UAE Team Emirates     | 3t 29' 37" |
| 2. | Corbin Strong    | Israel-Premier Tech   | + 0"       |
| 3. | Stephen Williams | Israel-Premier Tech   | + 0"       |
| 4. | Biniam Girmay    | Intermarché-Wanty     | + 0"       |
| 5. | Caleb Ewan       | Team Jayco AlUla      | + 0"       |
| 6. | Lars Boven       | Alpecin-Deceuninck    | + 0"       |
| 7. | Ruben Guerreiro  | Movistar Team         | + 0"       |
| 8. | Danny van Poppel | Bora-Hansgrohe        | + 0"       |
| 9. | Max Kanter       | Astana Qazaqstan Team | + 0"       |
| 10. | Laurence Pithie  | Groupama-FDJ          | + 0"       |

| \| Samlede stilling \| Samlede stilling \| Samlede stilling \| Samlede stilling \| Samlede stilling \| \| Rytter \| Rytter \| Hold \| Tid \| \| \| ---------------- \| ----------------- \| ------------------- \| ---------------- \| ---------------- \| \| 1. \| Isaac Del Toro \| UAE Team Emirates \| 6t 55' 22" \| \| \| 2. \| Corbin Strong \| Israel-Premier Tech \| + 2" \| \| \| 3. \| Biniam Girmay \| Intermarché-Wanty \| + 7" \| \| \| 4. \| Stephen Williams \| Israel-Premier Tech \| + 7" \| \| \| 5. \| Georg Zimmermann \| Intermarché-Wanty \| + 8" \| \| \| 6. \| Finn Fisher-Black \| UAE Team Emirates \| + 8" \| \| \| 7. \| Louis Barré \| Arkéa-B&B Hotels \| + 9" \| \| \| 8. \| Caleb Ewan \| Team Jayco AlUla \| + 10" \| \| \| 9. \| Jhonatan Narváez \| Ineos Grenadiers \| + 10" \| \| \| 10. \| Danny van Poppel \| Bora-Hansgrohe \| + 11" \| \| |                   |                     |            |
| |                   |                     |            |
| Kilde: ProCyclingStats |                   |                     |            |
| Samlede stilling |                   |                     |            |
| Rytter | Rytter            | Hold                | Tid        |
| 1. | Isaac Del Toro    | UAE Team Emirates   | 6t 55' 22" |
| 2. | Corbin Strong     | Israel-Premier Tech | + 2"       |
| 3. | Biniam Girmay     | Intermarché-Wanty   | + 7"       |
| 4. | Stephen Williams  | Israel-Premier Tech | + 7"       |
| 5. | Georg Zimmermann  | Intermarché-Wanty   | + 8"       |
| 6. | Finn Fisher-Black | UAE Team Emirates   | + 8"       |
| 7. | Louis Barré       | Arkéa-B&B Hotels    | + 9"       |
| 8. | Caleb Ewan        | Team Jayco AlUla    | + 10"      |
| 9. | Jhonatan Narváez  | Ineos Grenadiers    | + 10"      |
| 10. | Danny van Poppel  | Bora-Hansgrohe      | + 11"      |

### 3. etape
| Tea Tree Gully - Campbelltown | flad etape | (145,3 km) |

| \| Etaperesultat \| Etaperesultat \| Etaperesultat \| Etaperesultat \| Etaperesultat \| \| Rytter \| Rytter \| Hold \| Tid \| \| \| ------------- \| ---------------- \| ------------------------- \| ------------- \| ------------- \| \| 1. \| Sam Welsford \| Bora-Hansgrohe \| 3t 20' 42" \| \| \| 2. \| Elia Viviani \| Ineos Grenadiers \| + 0" \| \| \| 3. \| Daniel McLay \| Arkéa-B&B Hotels \| + 0" \| \| \| 4. \| Laurence Pithie \| Groupama-FDJ \| + 0" \| \| \| 5. \| Max Kanter \| Astana Qazaqstan Team \| + 0" \| \| \| 6. \| Caleb Ewan \| Team Jayco AlUla \| + 0" \| \| \| 7. \| Álvaro Hodeg \| UAE Team Emirates \| + 0" \| \| \| 8. \| Biniam Girmay \| Intermarché-Wanty \| + 0" \| \| \| 9. \| Jhonatan Narváez \| Ineos Grenadiers \| + 0" \| \| \| 10. \| Emīls Liepiņš \| Team dsm-firmenich PostNL \| + 0" \| \| |                  |                           |            |
| |                  |                           |            |
| Kilde: ProCyclingStats |                  |                           |            |
| Etaperesultat |                  |                           |            |
| Rytter | Rytter           | Hold                      | Tid        |
| 1. | Sam Welsford     | Bora-Hansgrohe            | 3t 20' 42" |
| 2. | Elia Viviani     | Ineos Grenadiers          | + 0"       |
| 3. | Daniel McLay     | Arkéa-B&B Hotels          | + 0"       |
| 4. | Laurence Pithie  | Groupama-FDJ              | + 0"       |
| 5. | Max Kanter       | Astana Qazaqstan Team     | + 0"       |
| 6. | Caleb Ewan       | Team Jayco AlUla          | + 0"       |
| 7. | Álvaro Hodeg     | UAE Team Emirates         | + 0"       |
| 8. | Biniam Girmay    | Intermarché-Wanty         | + 0"       |
| 9. | Jhonatan Narváez | Ineos Grenadiers          | + 0"       |
| 10. | Emīls Liepiņš    | Team dsm-firmenich PostNL | + 0"       |

| \| Samlede stilling \| Samlede stilling \| Samlede stilling \| Samlede stilling \| Samlede stilling \| \| Rytter \| Rytter \| Hold \| Tid \| \| \| ---------------- \| ----------------- \| --------------------- \| ---------------- \| ---------------- \| \| 1. \| Isaac Del Toro \| UAE Team Emirates \| 10t 16' 04" \| \| \| 2. \| Corbin Strong \| Israel-Premier Tech \| + 2" \| \| \| 3. \| Axel Mariault \| Cofidis \| + 5" \| \| \| 4. \| Biniam Girmay \| Intermarché-Wanty \| + 7" \| \| \| 5. \| Stephen Williams \| Israel-Premier Tech \| + 7" \| \| \| 6. \| Stefan de Bod \| EF Education-EasyPost \| + 7" \| \| \| 7. \| Georg Zimmermann \| Intermarché-Wanty \| + 8" \| \| \| 8. \| Finn Fisher-Black \| UAE Team Emirates \| + 8" \| \| \| 9. \| Louis Barré \| Arkéa-B&B Hotels \| + 9" \| \| \| 10. \| Caleb Ewan \| Team Jayco AlUla \| + 10" \| \| |                   |                       |             |
| |                   |                       |             |
| Kilde: ProCyclingStats |                   |                       |             |
| Samlede stilling |                   |                       |             |
| Rytter | Rytter            | Hold                  | Tid         |
| 1. | Isaac Del Toro    | UAE Team Emirates     | 10t 16' 04" |
| 2. | Corbin Strong     | Israel-Premier Tech   | + 2"        |
| 3. | Axel Mariault     | Cofidis               | + 5"        |
| 4. | Biniam Girmay     | Intermarché-Wanty     | + 7"        |
| 5. | Stephen Williams  | Israel-Premier Tech   | + 7"        |
| 6. | Stefan de Bod     | EF Education-EasyPost | + 7"        |
| 7. | Georg Zimmermann  | Intermarché-Wanty     | + 8"        |
| 8. | Finn Fisher-Black | UAE Team Emirates     | + 8"        |
| 9. | Louis Barré       | Arkéa-B&B Hotels      | + 9"        |
| 10. | Caleb Ewan        | Team Jayco AlUla      | + 10"       |

### 4. etape
| Murray Bridge - Port Elliot | flad etape | (136,2 km) |

| \| Etaperesultat \| Etaperesultat \| Etaperesultat \| Etaperesultat \| Etaperesultat \| \| Rytter \| Rytter \| Hold \| Tid \| \| \| ------------- \| --------------- \| --------------------- \| ------------- \| ------------- \| \| 1. \| Sam Welsford \| Bora-Hansgrohe \| 2t 59' 50" \| \| \| 2. \| Biniam Girmay \| Intermarché-Wanty \| + 0" \| \| \| 3. \| Lars Boven \| Alpecin-Deceuninck \| + 0" \| \| \| 4. \| Milan Fretin \| Cofidis \| + 0" \| \| \| 5. \| Laurence Pithie \| Groupama-FDJ \| + 0" \| \| \| 6. \| Gonzalo Serrano \| Movistar Team \| + 0" \| \| \| 7. \| Max Kanter \| Astana Qazaqstan Team \| + 0" \| \| \| 8. \| Antoine Huby \| Soudal Quick-Step \| + 0" \| \| \| 9. \| Phil Bauhaus \| Bahrain Victorious \| + 0" \| \| \| 10. \| Simon Clarke \| Israel-Premier Tech \| + 0" \| \| |                 |                       |            |
| |                 |                       |            |
| Kilde: ProCyclingStats |                 |                       |            |
| Etaperesultat |                 |                       |            |
| Rytter | Rytter          | Hold                  | Tid        |
| 1. | Sam Welsford    | Bora-Hansgrohe        | 2t 59' 50" |
| 2. | Biniam Girmay   | Intermarché-Wanty     | + 0"       |
| 3. | Lars Boven      | Alpecin-Deceuninck    | + 0"       |
| 4. | Milan Fretin    | Cofidis               | + 0"       |
| 5. | Laurence Pithie | Groupama-FDJ          | + 0"       |
| 6. | Gonzalo Serrano | Movistar Team         | + 0"       |
| 7. | Max Kanter      | Astana Qazaqstan Team | + 0"       |
| 8. | Antoine Huby    | Soudal Quick-Step     | + 0"       |
| 9. | Phil Bauhaus    | Bahrain Victorious    | + 0"       |
| 10. | Simon Clarke    | Israel-Premier Tech   | + 0"       |

| \| Samlede stilling \| Samlede stilling \| Samlede stilling \| Samlede stilling \| Samlede stilling \| \| Rytter \| Rytter \| Hold \| Tid \| \| \| ---------------- \| ----------------- \| --------------------- \| ---------------- \| ---------------- \| \| 1. \| Isaac Del Toro \| UAE Team Emirates \| 13t 15' 54" \| \| \| 2. \| Biniam Girmay \| Intermarché-Wanty \| + 1" \| \| \| 3. \| Corbin Strong \| Israel-Premier Tech \| + 2" \| \| \| 4. \| Axel Mariault \| Cofidis \| + 5" \| \| \| 5. \| Stephen Williams \| Israel-Premier Tech \| + 7" \| \| \| 6. \| Lars Boven \| Alpecin-Deceuninck \| + 7" \| \| \| 7. \| Stefan de Bod \| EF Education-EasyPost \| + 7" \| \| \| 8. \| Georg Zimmermann \| Intermarché-Wanty \| + 8" \| \| \| 9. \| Finn Fisher-Black \| UAE Team Emirates \| + 8" \| \| \| 10. \| Louis Barré \| Arkéa-B&B Hotels \| + 9" \| \| |                   |                       |             |
| |                   |                       |             |
| Kilde: ProCyclingStats |                   |                       |             |
| Samlede stilling |                   |                       |             |
| Rytter | Rytter            | Hold                  | Tid         |
| 1. | Isaac Del Toro    | UAE Team Emirates     | 13t 15' 54" |
| 2. | Biniam Girmay     | Intermarché-Wanty     | + 1"        |
| 3. | Corbin Strong     | Israel-Premier Tech   | + 2"        |
| 4. | Axel Mariault     | Cofidis               | + 5"        |
| 5. | Stephen Williams  | Israel-Premier Tech   | + 7"        |
| 6. | Lars Boven        | Alpecin-Deceuninck    | + 7"        |
| 7. | Stefan de Bod     | EF Education-EasyPost | + 7"        |
| 8. | Georg Zimmermann  | Intermarché-Wanty     | + 8"        |
| 9. | Finn Fisher-Black | UAE Team Emirates     | + 8"        |
| 10. | Louis Barré       | Arkéa-B&B Hotels      | + 9"        |

### 5. etape
| Christies Beach - Willunga Hill | middel bjergetape | (129,3 km) |

| \| Etaperesultat \| Etaperesultat \| Etaperesultat \| Etaperesultat \| Etaperesultat \| \| Rytter \| Rytter \| Hold \| Tid \| \| \| ------------- \| ---------------------- \| -------------------------- \| ------------- \| ------------- \| \| 1. \| Oscar Onley \| Team dsm-firmenich PostNL \| 2t 52' 23" \| \| \| 2. \| Stephen Williams \| Israel-Premier Tech \| + 0" \| \| \| 3. \| Jhonatan Narváez \| Ineos Grenadiers \| + 0" \| \| \| 4. \| Julian Alaphilippe \| Soudal Quick-Step \| + 3" \| \| \| 5. \| Bart Lemmen \| Team Visma \\| Lease a Bike \| + 3" \| \| \| 6. \| Simon Yates \| Team Jayco AlUla \| + 3" \| \| \| 7. \| Valentin Paret-Peintre \| Decathlon-AG2R La Mondiale \| + 6" \| \| \| 8. \| Isaac Del Toro \| UAE Team Emirates \| + 6" \| \| \| 9. \| Damien Howson \| Australien \| + 12" \| \| \| 10. \| Finn Fisher-Black \| UAE Team Emirates \| + 20" \| \| |                        |                            |            |
| |                        |                            |            |
| Kilde: ProCyclingStats |                        |                            |            |
| Etaperesultat |                        |                            |            |
| Rytter | Rytter                 | Hold                       | Tid        |
| 1. | Oscar Onley            | Team dsm-firmenich PostNL  | 2t 52' 23" |
| 2. | Stephen Williams       | Israel-Premier Tech        | + 0"       |
| 3. | Jhonatan Narváez       | Ineos Grenadiers           | + 0"       |
| 4. | Julian Alaphilippe     | Soudal Quick-Step          | + 3"       |
| 5. | Bart Lemmen            | Team Visma \| Lease a Bike | + 3"       |
| 6. | Simon Yates            | Team Jayco AlUla           | + 3"       |
| 7. | Valentin Paret-Peintre | Decathlon-AG2R La Mondiale | + 6"       |
| 8. | Isaac Del Toro         | UAE Team Emirates          | + 6"       |
| 9. | Damien Howson          | Australien                 | + 12"      |
| 10. | Finn Fisher-Black      | UAE Team Emirates          | + 20"      |

| \| Samlede stilling \| Samlede stilling \| Samlede stilling \| Samlede stilling \| Samlede stilling \| \| Rytter \| Rytter \| Hold \| Tid \| \| \| ---------------- \| ---------------------- \| -------------------------- \| ---------------- \| ---------------- \| \| 1. \| Stephen Williams \| Israel-Premier Tech \| 16t 08' 18" \| \| \| 2. \| Oscar Onley \| Team dsm-firmenich PostNL \| + 0" \| \| \| 3. \| Jhonatan Narváez \| Ineos Grenadiers \| + 5" \| \| \| 4. \| Isaac Del Toro \| UAE Team Emirates \| + 5" \| \| \| 5. \| Julian Alaphilippe \| Soudal Quick-Step \| + 13" \| \| \| 6. \| Bart Lemmen \| Team Visma \\| Lease a Bike \| + 13" \| \| \| 7. \| Simon Yates \| Team Jayco AlUla \| + 13" \| \| \| 8. \| Valentin Paret-Peintre \| Decathlon-AG2R La Mondiale \| + 16" \| \| \| 9. \| Damien Howson \| Australien \| + 22" \| \| \| 10. \| Axel Mariault \| Cofidis \| + 24" \| \| |                        |                            |             |
| |                        |                            |             |
| Kilde: ProCyclingStats |                        |                            |             |
| Samlede stilling |                        |                            |             |
| Rytter | Rytter                 | Hold                       | Tid         |
| 1. | Stephen Williams       | Israel-Premier Tech        | 16t 08' 18" |
| 2. | Oscar Onley            | Team dsm-firmenich PostNL  | + 0"        |
| 3. | Jhonatan Narváez       | Ineos Grenadiers           | + 5"        |
| 4. | Isaac Del Toro         | UAE Team Emirates          | + 5"        |
| 5. | Julian Alaphilippe     | Soudal Quick-Step          | + 13"       |
| 6. | Bart Lemmen            | Team Visma \| Lease a Bike | + 13"       |
| 7. | Simon Yates            | Team Jayco AlUla           | + 13"       |
| 8. | Valentin Paret-Peintre | Decathlon-AG2R La Mondiale | + 16"       |
| 9. | Damien Howson          | Australien                 | + 22"       |
| 10. | Axel Mariault          | Cofidis                    | + 24"       |

### 6. etape
| Unley - Mount Lofty | middel bjergetape | (128,2 km) |

| \| Etaperesultat \| Etaperesultat \| Etaperesultat \| Etaperesultat \| Etaperesultat \| \| Rytter \| Rytter \| Hold \| Tid \| \| \| ------------- \| ------------------ \| -------------------------- \| ------------- \| ------------- \| \| 1. \| Stephen Williams \| Israel-Premier Tech \| 3t 05' 26" \| \| \| 2. \| Jhonatan Narváez \| Ineos Grenadiers \| + 0" \| \| \| 3. \| Isaac Del Toro \| UAE Team Emirates \| + 0" \| \| \| 4. \| Bart Lemmen \| Team Visma \\| Lease a Bike \| + 0" \| \| \| 5. \| Laurence Pithie \| Groupama-FDJ \| + 3" \| \| \| 6. \| Julian Alaphilippe \| Soudal Quick-Step \| + 10" \| \| \| 7. \| Damien Howson \| Australien \| + 10" \| \| \| 8. \| Cristian Scaroni \| Astana Qazaqstan Team \| + 10" \| \| \| 9. \| Bauke Mollema \| Lidl-Trek \| + 10" \| \| \| 10. \| Lars Boven \| Alpecin-Deceuninck \| + 10" \| \| |                    |                            |            |
| |                    |                            |            |
| Kilde: ProCyclingStats |                    |                            |            |
| Etaperesultat |                    |                            |            |
| Rytter | Rytter             | Hold                       | Tid        |
| 1. | Stephen Williams   | Israel-Premier Tech        | 3t 05' 26" |
| 2. | Jhonatan Narváez   | Ineos Grenadiers           | + 0"       |
| 3. | Isaac Del Toro     | UAE Team Emirates          | + 0"       |
| 4. | Bart Lemmen        | Team Visma \| Lease a Bike | + 0"       |
| 5. | Laurence Pithie    | Groupama-FDJ               | + 3"       |
| 6. | Julian Alaphilippe | Soudal Quick-Step          | + 10"      |
| 7. | Damien Howson      | Australien                 | + 10"      |
| 8. | Cristian Scaroni   | Astana Qazaqstan Team      | + 10"      |
| 9. | Bauke Mollema      | Lidl-Trek                  | + 10"      |
| 10. | Lars Boven         | Alpecin-Deceuninck         | + 10"      |

## Trøjernes fordeling gennem løbet
| Etape    |                   | Vinder _         | Samlede stilling | Pointtrøje    | Bjergtrøje  | Ungdomstrøje   | Holdkonkurrence _          |
| -------- | ----------------- | ---------------- | ---------------- | ------------- | ----------- | -------------- | -------------------------- |
| 1. etape | flad etape        | Sam Welsford     | Sam Welsford     | Sam Welsford  | Louis Barré | Madis Mihkels  | Intermarché-Wanty          |
| 2. etape | kuperet etape     | Isaac Del Toro   | Isaac Del Toro   | Biniam Girmay | Luke Burns  | Isaac Del Toro | Intermarché-Wanty          |
| 3. etape | flad etape        | Sam Welsford     | Isaac Del Toro   | Sam Welsford  | Luke Burns  | Isaac Del Toro | Intermarché-Wanty          |
| 4. etape | flad etape        | Sam Welsford     | Isaac Del Toro   | Sam Welsford  | Luke Burns  | Isaac Del Toro | Intermarché-Wanty          |
| 5. etape | middel bjergetape | Oscar Onley      | Stephen Williams | Sam Welsford  | Luke Burns  | Oscar Onley    | UAE Team Emirates          |
| 6. etape | middel bjergetape | Stephen Williams | Stephen Williams | Sam Welsford  | Luke Burns  | Isaac Del Toro | Decathlon-AG2R La Mondiale |
| Samlet   | Samlet            |                  | Stephen Williams | Sam Welsford  | Luke Burns  | Isaac Del Toro | Decathlon-AG2R La Mondiale |

## Resultater

### Samlede stilling
| \| Samlede stilling \| Samlede stilling \| Samlede stilling \| Samlede stilling \| Samlede stilling \| \| Rytter \| Rytter \| Hold \| Tid \| \| \| ---------------- \| ---------------------- \| -------------------------- \| ---------------- \| ---------------- \| \| 1. \| Stephen Williams \| Israel-Premier Tech \| 19t 13' 34" \| \| \| 2. \| Jhonatan Narváez \| Ineos Grenadiers \| + 9" \| \| \| 3. \| Isaac Del Toro \| UAE Team Emirates \| + 11" \| \| \| 4. \| Oscar Onley \| Team dsm-firmenich PostNL \| + 20" \| \| \| 5. \| Bart Lemmen \| Team Visma \\| Lease a Bike \| + 23" \| \| \| 6. \| Julian Alaphilippe \| Soudal Quick-Step \| + 33" \| \| \| 7. \| Simon Yates \| Team Jayco AlUla \| + 33" \| \| \| 8. \| Valentin Paret-Peintre \| Decathlon-AG2R La Mondiale \| + 36" \| \| \| 9. \| Damien Howson \| Australien \| + 42" \| \| \| 10. \| Jack Haig \| Bahrain Victorious \| + 50" \| \| |                        |                            |             |
| |                        |                            |             |
| Kilde: ProCyclingStats |                        |                            |             |
| Samlede stilling |                        |                            |             |
| Rytter | Rytter                 | Hold                       | Tid         |
| 1. | Stephen Williams       | Israel-Premier Tech        | 19t 13' 34" |
| 2. | Jhonatan Narváez       | Ineos Grenadiers           | + 9"        |
| 3. | Isaac Del Toro         | UAE Team Emirates          | + 11"       |
| 4. | Oscar Onley            | Team dsm-firmenich PostNL  | + 20"       |
| 5. | Bart Lemmen            | Team Visma \| Lease a Bike | + 23"       |
| 6. | Julian Alaphilippe     | Soudal Quick-Step          | + 33"       |
| 7. | Simon Yates            | Team Jayco AlUla           | + 33"       |
| 8. | Valentin Paret-Peintre | Decathlon-AG2R La Mondiale | + 36"       |
| 9. | Damien Howson          | Australien                 | + 42"       |
| 10. | Jack Haig              | Bahrain Victorious         | + 50"       |

### Pointkonkurrencen
| Pointkonkurrence | Pointkonkurrence | Pointkonkurrence      | Pointkonkurrence | Pointkonkurrence |
| Rytter           | Rytter           | Hold                  | Point            |                  |
| ---------------- | ---------------- | --------------------- | ---------------- | ---------------- |
| 1.               | Sam Welsford     | Bora-Hansgrohe        | 90 point         |                  |
| 2.               | Biniam Girmay    | Intermarché-Wanty     | 77 point         |                  |
| 3.               | Jhonatan Narváez | Ineos Grenadiers      | 70 point         |                  |
| 4.               | Stephen Williams | Israel-Premier Tech   | 69 point         |                  |
| 5.               | Isaac Del Toro   | UAE Team Emirates     | 61 point         |                  |
| 6.               | Laurence Pithie  | Groupama-FDJ          | 60 point         |                  |
| 7.               | Max Kanter       | Astana Qazaqstan Team | 54 point         |                  |
| 8.               | Caleb Ewan       | Team Jayco AlUla      | 52 point         |                  |
| 9.               | Lars Boven       | Alpecin-Deceuninck    | 44 point         |                  |
| 10.              | Phil Bauhaus     | Bahrain Victorious    | 36 point         |                  |

### Bjergkonkurrencen
| Bjergkonkurrence | Bjergkonkurrence             | Bjergkonkurrence          | Bjergkonkurrence | Bjergkonkurrence |
| Rytter           | Rytter                       | Hold                      | Point            |                  |
| ---------------- | ---------------------------- | ------------------------- | ---------------- | ---------------- |
| 1.               | Luke Burns                   | Australien                | 45 point         |                  |
| 2.               | Jardi Christiaan van der Lee | EF Education-EasyPost     | 23 point         |                  |
| 3.               | Gil Gelders                  | Soudal Quick-Step         | 20 point         |                  |
| 4.               | Chris Harper                 | Team Jayco AlUla          | 12 point         |                  |
| 5.               | Julian Alaphilippe           | Soudal Quick-Step         | 10 point         |                  |
| 6.               | António Morgado              | UAE Team Emirates         | 8 point          |                  |
| 7.               | Tristan Saunders             | Team BridgeLane           | 8 point          |                  |
| 8.               | Jacopo Mosca                 | Lidl-Trek                 | 7 point          |                  |
| 9.               | Louis Barré                  | Arkéa-B&B Hotels          | 6 point          |                  |
| 10.              | Oscar Onley                  | Team dsm-firmenich PostNL | 6 point          |                  |

### Ungdomskonkurrencen
| Ungdomskonkurrence | Ungdomskonkurrence | Ungdomskonkurrence         | Ungdomskonkurrence | Ungdomskonkurrence |
| Rytter             | Rytter             | Hold                       | Tid                |                    |
| ------------------ | ------------------ | -------------------------- | ------------------ | ------------------ |
| 1.                 | Isaac Del Toro     | UAE Team Emirates          | 19t 13' 45"        |                    |
| 2.                 | Oscar Onley        | Team dsm-firmenich PostNL  | + 9"               |                    |
| 3.                 | Bastien Tronchon   | Decathlon-AG2R La Mondiale | + 1' 00"           |                    |
| 4.                 | Laurence Pithie    | Groupama-FDJ               | + 1' 01"           |                    |
| 5.                 | Gianmarco Garofoli | Astana Qazaqstan Team      | + 2' 00"           |                    |
| 6.                 | António Morgado    | UAE Team Emirates          | + 3' 33"           |                    |
| 7.                 | Joshua Tarling     | Ineos Grenadiers           | + 5' 32"           |                    |
| 8.                 | Loe van Belle      | Team Visma \| Lease a Bike | + 7' 11"           |                    |
| 9.                 | Mathias Vacek      | Lidl-Trek                  | + 8' 15"           |                    |
| 10.                | Enzo Paleni        | Groupama-FDJ               | + 9' 01"           |                    |

### Holdkonkurrencen
| Holdkonkurrence | Holdkonkurrence            | Holdkonkurrence | Holdkonkurrence |
| Hold            | Hold                       | Tid             |                 |
| --------------- | -------------------------- | --------------- | --------------- |
| 1.              | Decathlon-AG2R La Mondiale | 57t 44' 14"     |                 |
| 2.              | Israel-Premier Tech        | + 4"            |                 |
| 3.              | UAE Team Emirates          | + 6"            |                 |
| 4.              | Soudal Quick-Step          | + 16"           |                 |
| 5.              | Team Visma \| Lease a Bike | + 24"           |                 |
| 6.              | Intermarché-Wanty          | + 1' 42"        |                 |
| 7.              | Movistar Team              | + 1' 44"        |                 |
| 8.              | Alpecin-Deceuninck         | + 1' 54"        |                 |
| 9.              | Lidl-Trek                  | + 2' 10"        |                 |
| 10.             | Australien                 | + 2' 39"        |                 |

## Hold og ryttere
| UCI WorldTeams (18)- Alpecin-Deceuninck - Arkéa-B&B Hotels - Astana Qazaqstan Team - Bora-Hansgrohe - Cofidis - EF Education-EasyPost - Ineos Grenadiers - Intermarché-Wanty - Lidl-Trek - Movistar Team - Soudal Quick-Step - Team Jayco AlUla - Team Visma \| Lease a Bike - UAE Team Emirates - Team dsm-firmenich PostNL - Bahrain Victorious - Groupama-FDJ - Decathlon-AG2R La Mondiale UCI ProTeam- Israel-Premier Tech Landshold- Australien |
| |

### Danske ryttere
| Danske ryttere på startlisten |                       |                    |           |
| Rygnummer                     | Rytter                | Hold               | Placering |
| 25                            | Johan Price-Pejtersen | Bahrain Victorious | 130       |
| 34                            | Casper Pedersen       | Soudal Quick-Step  | 83        |

* DNF = gennemførte ikke

### Startliste
| UAE Team Emirates UAD | UAE Team Emirates UAD   | UAE Team Emirates UAD |
| --------------------- | ----------------------- | --------------------- |
| Nr.                   | Rytter                  | Placering             |
| 1                     | Alessandro Covi (ITA)   | 107.                  |
| 2                     | Finn Fisher-Black (NZL) | 63.                   |
| 3                     | Álvaro Hodeg (COL)      | 127.                  |
| 4                     | António Morgado (POR)   | 47.                   |
| 5                     | Diego Ulissi (ITA)      | 19.                   |
| 6                     | Michael Vink (NZL)      | 98.                   |
| 7                     | Isaac Del Toro (MEX)    | 3.                    |

| Team Jayco AlUla JAY | Team Jayco AlUla JAY        | Team Jayco AlUla JAY |
| -------------------- | --------------------------- | -------------------- |
| Nr.                  | Rytter                      | Placering            |
| 11                   | Caleb Ewan (AUS)            | 103.                 |
| 12                   | Simon Yates (GBR)           | 7.                   |
| 13                   | Luke Plapp (AUS) (landevej) | DNS-4                |
| 14                   | Kelland O'Brien (AUS)       | 90.                  |
| 15                   | Michael Hepburn (AUS)       | 129.                 |
| 16                   | Chris Harper (AUS)          | 26.                  |
| 17                   | Campbell Stewart (NZL)      | 122.                 |

| Bahrain Victorious TBV | Bahrain Victorious TBV      | Bahrain Victorious TBV |
| ---------------------- | --------------------------- | ---------------------- |
| Nr.                    | Rytter                      | Placering              |
| 21                     | Nicolò Buratti (ITA)        | 119.                   |
| 22                     | Phil Bauhaus (GER)          | 88.                    |
| 23                     | Jack Haig (AUS)             | 10.                    |
| 24                     | Fran Miholjević (CRO)       | 87.                    |
| 25                     | Johan Price-Pejtersen (DEN) | 130.                   |
| 26                     | Cameron Scott (AUS)         | DNS-4                  |
| 27                     | Torstein Træen (NOR)        | DNS-5                  |

| Soudal Quick-Step SOQ | Soudal Quick-Step SOQ    | Soudal Quick-Step SOQ |
| --------------------- | ------------------------ | --------------------- |
| Nr.                   | Rytter                   | Placering             |
| 31                    | Julian Alaphilippe (FRA) | 6.                    |
| 32                    | Josef Černý (CZE)        | 126.                  |
| 33                    | James Knox (GBR)         | 30.                   |
| 34                    | Casper Pedersen (DEN)    | 83.                   |
| 35                    | Pieter Serry (BEL)       | 59.                   |
| 36                    | Antoine Huby (FRA)       | 27.                   |
| 37                    | Gil Gelders (BEL)        | 76.                   |

| Decathlon-AG2R La Mondiale DAT | Decathlon-AG2R La Mondiale DAT | Decathlon-AG2R La Mondiale DAT |
| ------------------------------ | ------------------------------ | ------------------------------ |
| Nr.                            | Rytter                         | Placering                      |
| 41                             | Clément Berthet (FRA)          | 46.                            |
| 42                             | Franck Bonnamour (FRA)         | 54.                            |
| 43                             | Jaakko Hänninen (FIN)          | 41.                            |
| 44                             | Paul Lapeira (FRA)             | 77.                            |
| 45                             | Valentin Paret-Peintre (FRA)   | 8.                             |
| 46                             | Nans Peters (FRA)              | 71.                            |
| 47                             | Bastien Tronchon (FRA)         | 21.                            |

| Intermarché-Wanty IWA | Intermarché-Wanty IWA  | Intermarché-Wanty IWA |
| --------------------- | ---------------------- | --------------------- |
| Nr.                   | Rytter                 | Placering             |
| 51                    | Lilian Calmejane (FRA) | 24.                   |
| 52                    | Biniam Girmay (ERI)    | 56.                   |
| 53                    | Madis Mihkels (EST)    | 74.                   |
| 54                    | Tom Paquot (BEL)       | 113.                  |
| 55                    | Simone Petilli (ITA)   | 58.                   |
| 56                    | Dion Smith (NZL)       | 57.                   |
| 57                    | Georg Zimmermann (GER) | 12.                   |

| Israel-Premier Tech IPT | Israel-Premier Tech IPT | Israel-Premier Tech IPT |
| ----------------------- | ----------------------- | ----------------------- |
| Nr.                     | Rytter                  | Placering               |
| 61                      | George Bennett (NZL)    | 36.                     |
| 62                      | Guillaume Boivin (CAN)  | 125.                    |
| 63                      | Simon Clarke (AUS)      | 68.                     |
| 64                      | Derek Gee (CAN)         | 52.                     |
| 65                      | Nick Schultz (AUS)      | 11.                     |
| 66                      | Corbin Strong (NZL)     | DNF-5                   |
| 67                      | Stephen Williams (GBR)  | 1.                      |

| Ineos Grenadiers IGD | Ineos Grenadiers IGD   | Ineos Grenadiers IGD |
| -------------------- | ---------------------- | -------------------- |
| Nr.                  | Rytter                 | Placering            |
| 71                   | Filippo Ganna (ITA)    | 116.                 |
| 72                   | Laurens De Plus (BEL)  | 45.                  |
| 73                   | Leo Hayter (GBR)       | 123.                 |
| 74                   | Jhonatan Narváez (ECU) | 2.                   |
| 75                   | Joshua Tarling (GBR)   | 55.                  |
| 76                   | Ben Swift (GBR)        | 110.                 |
| 77                   | Elia Viviani (ITA)     | 118.                 |

| Bora-Hansgrohe BOH | Bora-Hansgrohe BOH     | Bora-Hansgrohe BOH |
| ------------------ | ---------------------- | ------------------ |
| Nr.                | Rytter                 | Placering          |
| 81                 | Sam Welsford (AUS)     | 99.                |
| 82                 | Roger Adrià (ESP)      | 18.                |
| 83                 | Patrick Gamper (AUT)   | 75.                |
| 84                 | Filip Maciejuk (POL)   | 94.                |
| 85                 | Ryan Mullen (IRL)      | 117.               |
| 86                 | Danny van Poppel (NED) | 101.               |
| 87                 | Ben Zwiehoff (GER)     | 13.                |

| Team dsm-firmenich PostNL DFP | Team dsm-firmenich PostNL DFP  | Team dsm-firmenich PostNL DFP |
| ----------------------------- | ------------------------------ | ----------------------------- |
| Nr.                           | Rytter                         | Placering                     |
| 91                            | Patrick Bevin (NZL)            | 109.                          |
| 92                            | Pavel Bittner (CZE)            | 92.                           |
| 93                            | Patrick Eddy (AUS)             | DNF-6                         |
| 94                            | Chris Hamilton (AUS)           | 25.                           |
| 95                            | Sean Flynn (GBR)               | 86.                           |
| 96                            | Emīls Liepiņš (LAT) (landevej) | 95.                           |
| 97                            | Oscar Onley (GBR)              | 4.                            |

| Cofidis COF | Cofidis COF           | Cofidis COF |
| ----------- | --------------------- | ----------- |
| Nr.         | Rytter                | Placering   |
| 101         | Piet Allegaert (BEL)  | 102.        |
| 102         | Rubén Fernández (ESP) | 53.         |
| 103         | Eddy Finé (FRA)       | 44.         |
| 104         | Milan Fretin (BEL)    | 72.         |
| 105         | Oliver Knight (GBR)   | DNF-2       |
| 106         | Simon Geschke (GER)   | 42.         |
| 107         | Axel Mariault (FRA)   | 39.         |

| Arkéa-B&B Hotels ARK | Arkéa-B&B Hotels ARK    | Arkéa-B&B Hotels ARK |
| -------------------- | ----------------------- | -------------------- |
| Nr.                  | Rytter                  | Placering            |
| 111                  | Louis Barré (FRA)       | 28.                  |
| 112                  | Anthony Delaplace (FRA) | 51.                  |
| 113                  | Laurens Huys (BEL)      | 112.                 |
| 114                  | Kévin Ledanois (FRA)    | 78.                  |
| 115                  | Daniel McLay (GBR)      | 128.                 |
| 116                  | Miles Scotson (AUS)     | 85.                  |
| 117                  | Michel Ries (LUX)       | 31.                  |

| Movistar Team MOV | Movistar Team MOV           | Movistar Team MOV |
| ----------------- | --------------------------- | ----------------- |
| Nr.               | Rytter                      | Placering         |
| 121               | Jon Barrenetxea (ESP)       | 32.               |
| 122               | Iván García Cortina (ESP)   | 81.               |
| 123               | Ruben Guerreiro (POR)       | 14.               |
| 124               | Johan Jacobs (SUI)          | 124.              |
| 125               | Manlio Moro (ITA)           | 89.               |
| 126               | Vinicius Rangel Costa (BRA) | 111.              |
| 127               | Gonzalo Serrano (ESP)       | 34.               |

| Team Visma \| Lease a Bike TVL | Team Visma \| Lease a Bike TVL | Team Visma \| Lease a Bike TVL |
| ------------------------------ | ------------------------------ | ------------------------------ |
| Nr.                            | Rytter                         | Placering                      |
| 131                            | Koen Bouwman (NED)             | 33.                            |
| 132                            | Robert Gesink (NED)            | 49.                            |
| 133                            | Bart Lemmen (NED)              | 5.                             |
| 134                            | Johannes Staune-Mittet (NOR)   | 105.                           |
| 135                            | Milan Vader (NED)              | 37.                            |
| 136                            | Loe van Belle (NED)            | 60.                            |
| 137                            | Mick van Dijke (NED)           | 65.                            |

| EF Education-EasyPost EFE | EF Education-EasyPost EFE          | EF Education-EasyPost EFE |
| ------------------------- | ---------------------------------- | ------------------------- |
| Nr.                       | Rytter                             | Placering                 |
| 141                       | Harry Sweeny (AUS)                 | 66.                       |
| 142                       | Stefan de Bod (RSA)                | 43.                       |
| 143                       | Owain Doull (GBR)                  | 73.                       |
| 144                       | Jack Rootkin-Gray (GBR)            | 104.                      |
| 145                       | Jonas Rutsch (GER)                 | 69.                       |
| 146                       | Archie Ryan (IRL)                  | 29.                       |
| 147                       | Jardi Christiaan van der Lee (NED) | 82.                       |

| Alpecin-Deceuninck ADC | Alpecin-Deceuninck ADC    | Alpecin-Deceuninck ADC |
| ---------------------- | ------------------------- | ---------------------- |
| Nr.                    | Rytter                    | Placering              |
| 151                    | Maurice Ballerstedt (GER) | 108.                   |
| 152                    | Lars Boven (NED)          | 23.                    |
| 153                    | Juri Hollmann (GER)       | 62.                    |
| 154                    | Tobias Bayer (AUT)        | 40.                    |
| 155                    | Jason Osborne (GER)       | DNF-5                  |
| 156                    | Luca Vergallito (ITA)     | 17.                    |
| 157                    | Stan Van Tricht (BEL)     | 84.                    |

| Astana Qazaqstan Team AST | Astana Qazaqstan Team AST | Astana Qazaqstan Team AST |
| ------------------------- | ------------------------- | ------------------------- |
| Nr.                       | Rytter                    | Placering                 |
| 161                       | Samuele Battistella (ITA) | 121.                      |
| 162                       | Gianmarco Garofoli (ITA)  | 35.                       |
| 163                       | Michele Gazzoli (ITA)     | 120.                      |
| 164                       | Dmitrij Gruzdev (KAZ)     | 80.                       |
| 165                       | Max Kanter (GER)          | 38.                       |
| 166                       | Rüdiger Selig (GER)       | DNS-5                     |
| 167                       | Cristian Scaroni (ITA)    | 97.                       |

| Lidl-Trek LTK | Lidl-Trek LTK                  | Lidl-Trek LTK |
| ------------- | ------------------------------ | ------------- |
| Nr.           | Rytter                         | Placering     |
| 171           | Dario Cataldo (ITA)            | 91.           |
| 172           | Juan Pedro López (ESP)         | 16.           |
| 173           | Bauke Mollema (NED)            | 15.           |
| 174           | Jacopo Mosca (ITA)             | 79.           |
| 175           | Quinn Simmons (USA) (landevej) | 61.           |
| 176           | Natnael Tesfatsion (ERI)       | 50.           |
| 177           | Mathias Vacek (CZE) (landevej) | 64.           |

| Groupama-FDJ GFC | Groupama-FDJ GFC      | Groupama-FDJ GFC |
| ---------------- | --------------------- | ---------------- |
| Nr.              | Rytter                | Placering        |
| 181              | Clément Davy (FRA)    | 115.             |
| 183              | Fabian Lienhard (SUI) | 96.              |
| 184              | Enzo Paleni (FRA)     | 70.              |
| 185              | Laurence Pithie (NZL) | 22.              |
| 186              | Rudy Molard (FRA)     | DNF-3            |
| 187              | Reuben Thompson (NZL) | 48.              |

| Australien AUS | Australien AUS   | Australien AUS |
| -------------- | ---------------- | -------------- |
| Nr.            | Rytter           | Placering      |
| 191            | Michael Storer   | 20.            |
| 192            | Damien Howson    | 9.             |
| 193            | Declan Trezise   | 100.           |
| 194            | Tristan Saunders | 93.            |
| 195            | Luke Burns       | 67.            |
| 196            | Jackson Medway   | 106.           |
| 197            | Liam Walsh       | 114.           |

| UAE Team Emirates UAD | UAE Team Emirates UAD   | UAE Team Emirates UAD |
| --------------------- | ----------------------- | --------------------- |
| Nr.                   | Rytter                  | Placering             |
| 1                     | Alessandro Covi (ITA)   | 107.                  |
| 2                     | Finn Fisher-Black (NZL) | 63.                   |
| 3                     | Álvaro Hodeg (COL)      | 127.                  |
| 4                     | António Morgado (POR)   | 47.                   |
| 5                     | Diego Ulissi (ITA)      | 19.                   |
| 6                     | Michael Vink (NZL)      | 98.                   |
| 7                     | Isaac Del Toro (MEX)    | 3.                    |

| Team Jayco AlUla JAY | Team Jayco AlUla JAY        | Team Jayco AlUla JAY |
| -------------------- | --------------------------- | -------------------- |
| Nr.                  | Rytter                      | Placering            |
| 11                   | Caleb Ewan (AUS)            | 103.                 |
| 12                   | Simon Yates (GBR)           | 7.                   |
| 13                   | Luke Plapp (AUS) (landevej) | DNS-4                |
| 14                   | Kelland O'Brien (AUS)       | 90.                  |
| 15                   | Michael Hepburn (AUS)       | 129.                 |
| 16                   | Chris Harper (AUS)          | 26.                  |
| 17                   | Campbell Stewart (NZL)      | 122.                 |

| Bahrain Victorious TBV | Bahrain Victorious TBV      | Bahrain Victorious TBV |
| ---------------------- | --------------------------- | ---------------------- |
| Nr.                    | Rytter                      | Placering              |
| 21                     | Nicolò Buratti (ITA)        | 119.                   |
| 22                     | Phil Bauhaus (GER)          | 88.                    |
| 23                     | Jack Haig (AUS)             | 10.                    |
| 24                     | Fran Miholjević (CRO)       | 87.                    |
| 25                     | Johan Price-Pejtersen (DEN) | 130.                   |
| 26                     | Cameron Scott (AUS)         | DNS-4                  |
| 27                     | Torstein Træen (NOR)        | DNS-5                  |

| Soudal Quick-Step SOQ | Soudal Quick-Step SOQ    | Soudal Quick-Step SOQ |
| --------------------- | ------------------------ | --------------------- |
| Nr.                   | Rytter                   | Placering             |
| 31                    | Julian Alaphilippe (FRA) | 6.                    |
| 32                    | Josef Černý (CZE)        | 126.                  |
| 33                    | James Knox (GBR)         | 30.                   |
| 34                    | Casper Pedersen (DEN)    | 83.                   |
| 35                    | Pieter Serry (BEL)       | 59.                   |
| 36                    | Antoine Huby (FRA)       | 27.                   |
| 37                    | Gil Gelders (BEL)        | 76.                   |

| Decathlon-AG2R La Mondiale DAT | Decathlon-AG2R La Mondiale DAT | Decathlon-AG2R La Mondiale DAT |
| ------------------------------ | ------------------------------ | ------------------------------ |
| Nr.                            | Rytter                         | Placering                      |
| 41                             | Clément Berthet (FRA)          | 46.                            |
| 42                             | Franck Bonnamour (FRA)         | 54.                            |
| 43                             | Jaakko Hänninen (FIN)          | 41.                            |
| 44                             | Paul Lapeira (FRA)             | 77.                            |
| 45                             | Valentin Paret-Peintre (FRA)   | 8.                             |
| 46                             | Nans Peters (FRA)              | 71.                            |
| 47                             | Bastien Tronchon (FRA)         | 21.                            |

| Intermarché-Wanty IWA | Intermarché-Wanty IWA  | Intermarché-Wanty IWA |
| --------------------- | ---------------------- | --------------------- |
| Nr.                   | Rytter                 | Placering             |
| 51                    | Lilian Calmejane (FRA) | 24.                   |
| 52                    | Biniam Girmay (ERI)    | 56.                   |
| 53                    | Madis Mihkels (EST)    | 74.                   |
| 54                    | Tom Paquot (BEL)       | 113.                  |
| 55                    | Simone Petilli (ITA)   | 58.                   |
| 56                    | Dion Smith (NZL)       | 57.                   |
| 57                    | Georg Zimmermann (GER) | 12.                   |

| Israel-Premier Tech IPT | Israel-Premier Tech IPT | Israel-Premier Tech IPT |
| ----------------------- | ----------------------- | ----------------------- |
| Nr.                     | Rytter                  | Placering               |
| 61                      | George Bennett (NZL)    | 36.                     |
| 62                      | Guillaume Boivin (CAN)  | 125.                    |
| 63                      | Simon Clarke (AUS)      | 68.                     |
| 64                      | Derek Gee (CAN)         | 52.                     |
| 65                      | Nick Schultz (AUS)      | 11.                     |
| 66                      | Corbin Strong (NZL)     | DNF-5                   |
| 67                      | Stephen Williams (GBR)  | 1.                      |

| Ineos Grenadiers IGD | Ineos Grenadiers IGD   | Ineos Grenadiers IGD |
| -------------------- | ---------------------- | -------------------- |
| Nr.                  | Rytter                 | Placering            |
| 71                   | Filippo Ganna (ITA)    | 116.                 |
| 72                   | Laurens De Plus (BEL)  | 45.                  |
| 73                   | Leo Hayter (GBR)       | 123.                 |
| 74                   | Jhonatan Narváez (ECU) | 2.                   |
| 75                   | Joshua Tarling (GBR)   | 55.                  |
| 76                   | Ben Swift (GBR)        | 110.                 |
| 77                   | Elia Viviani (ITA)     | 118.                 |

| Bora-Hansgrohe BOH | Bora-Hansgrohe BOH     | Bora-Hansgrohe BOH |
| ------------------ | ---------------------- | ------------------ |
| Nr.                | Rytter                 | Placering          |
| 81                 | Sam Welsford (AUS)     | 99.                |
| 82                 | Roger Adrià (ESP)      | 18.                |
| 83                 | Patrick Gamper (AUT)   | 75.                |
| 84                 | Filip Maciejuk (POL)   | 94.                |
| 85                 | Ryan Mullen (IRL)      | 117.               |
| 86                 | Danny van Poppel (NED) | 101.               |
| 87                 | Ben Zwiehoff (GER)     | 13.                |

| Team dsm-firmenich PostNL DFP | Team dsm-firmenich PostNL DFP  | Team dsm-firmenich PostNL DFP |
| ----------------------------- | ------------------------------ | ----------------------------- |
| Nr.                           | Rytter                         | Placering                     |
| 91                            | Patrick Bevin (NZL)            | 109.                          |
| 92                            | Pavel Bittner (CZE)            | 92.                           |
| 93                            | Patrick Eddy (AUS)             | DNF-6                         |
| 94                            | Chris Hamilton (AUS)           | 25.                           |
| 95                            | Sean Flynn (GBR)               | 86.                           |
| 96                            | Emīls Liepiņš (LAT) (landevej) | 95.                           |
| 97                            | Oscar Onley (GBR)              | 4.                            |

| Cofidis COF | Cofidis COF           | Cofidis COF |
| ----------- | --------------------- | ----------- |
| Nr.         | Rytter                | Placering   |
| 101         | Piet Allegaert (BEL)  | 102.        |
| 102         | Rubén Fernández (ESP) | 53.         |
| 103         | Eddy Finé (FRA)       | 44.         |
| 104         | Milan Fretin (BEL)    | 72.         |
| 105         | Oliver Knight (GBR)   | DNF-2       |
| 106         | Simon Geschke (GER)   | 42.         |
| 107         | Axel Mariault (FRA)   | 39.         |

| Arkéa-B&B Hotels ARK | Arkéa-B&B Hotels ARK    | Arkéa-B&B Hotels ARK |
| -------------------- | ----------------------- | -------------------- |
| Nr.                  | Rytter                  | Placering            |
| 111                  | Louis Barré (FRA)       | 28.                  |
| 112                  | Anthony Delaplace (FRA) | 51.                  |
| 113                  | Laurens Huys (BEL)      | 112.                 |
| 114                  | Kévin Ledanois (FRA)    | 78.                  |
| 115                  | Daniel McLay (GBR)      | 128.                 |
| 116                  | Miles Scotson (AUS)     | 85.                  |
| 117                  | Michel Ries (LUX)       | 31.                  |

| Movistar Team MOV | Movistar Team MOV           | Movistar Team MOV |
| ----------------- | --------------------------- | ----------------- |
| Nr.               | Rytter                      | Placering         |
| 121               | Jon Barrenetxea (ESP)       | 32.               |
| 122               | Iván García Cortina (ESP)   | 81.               |
| 123               | Ruben Guerreiro (POR)       | 14.               |
| 124               | Johan Jacobs (SUI)          | 124.              |
| 125               | Manlio Moro (ITA)           | 89.               |
| 126               | Vinicius Rangel Costa (BRA) | 111.              |
| 127               | Gonzalo Serrano (ESP)       | 34.               |

| Team Visma \| Lease a Bike TVL | Team Visma \| Lease a Bike TVL | Team Visma \| Lease a Bike TVL |
| ------------------------------ | ------------------------------ | ------------------------------ |
| Nr.                            | Rytter                         | Placering                      |
| 131                            | Koen Bouwman (NED)             | 33.                            |
| 132                            | Robert Gesink (NED)            | 49.                            |
| 133                            | Bart Lemmen (NED)              | 5.                             |
| 134                            | Johannes Staune-Mittet (NOR)   | 105.                           |
| 135                            | Milan Vader (NED)              | 37.                            |
| 136                            | Loe van Belle (NED)            | 60.                            |
| 137                            | Mick van Dijke (NED)           | 65.                            |

| EF Education-EasyPost EFE | EF Education-EasyPost EFE          | EF Education-EasyPost EFE |
| ------------------------- | ---------------------------------- | ------------------------- |
| Nr.                       | Rytter                             | Placering                 |
| 141                       | Harry Sweeny (AUS)                 | 66.                       |
| 142                       | Stefan de Bod (RSA)                | 43.                       |
| 143                       | Owain Doull (GBR)                  | 73.                       |
| 144                       | Jack Rootkin-Gray (GBR)            | 104.                      |
| 145                       | Jonas Rutsch (GER)                 | 69.                       |
| 146                       | Archie Ryan (IRL)                  | 29.                       |
| 147                       | Jardi Christiaan van der Lee (NED) | 82.                       |

| Alpecin-Deceuninck ADC | Alpecin-Deceuninck ADC    | Alpecin-Deceuninck ADC |
| ---------------------- | ------------------------- | ---------------------- |
| Nr.                    | Rytter                    | Placering              |
| 151                    | Maurice Ballerstedt (GER) | 108.                   |
| 152                    | Lars Boven (NED)          | 23.                    |
| 153                    | Juri Hollmann (GER)       | 62.                    |
| 154                    | Tobias Bayer (AUT)        | 40.                    |
| 155                    | Jason Osborne (GER)       | DNF-5                  |
| 156                    | Luca Vergallito (ITA)     | 17.                    |
| 157                    | Stan Van Tricht (BEL)     | 84.                    |

| Astana Qazaqstan Team AST | Astana Qazaqstan Team AST | Astana Qazaqstan Team AST |
| ------------------------- | ------------------------- | ------------------------- |
| Nr.                       | Rytter                    | Placering                 |
| 161                       | Samuele Battistella (ITA) | 121.                      |
| 162                       | Gianmarco Garofoli (ITA)  | 35.                       |
| 163                       | Michele Gazzoli (ITA)     | 120.                      |
| 164                       | Dmitrij Gruzdev (KAZ)     | 80.                       |
| 165                       | Max Kanter (GER)          | 38.                       |
| 166                       | Rüdiger Selig (GER)       | DNS-5                     |
| 167                       | Cristian Scaroni (ITA)    | 97.                       |

| Lidl-Trek LTK | Lidl-Trek LTK                  | Lidl-Trek LTK |
| ------------- | ------------------------------ | ------------- |
| Nr.           | Rytter                         | Placering     |
| 171           | Dario Cataldo (ITA)            | 91.           |
| 172           | Juan Pedro López (ESP)         | 16.           |
| 173           | Bauke Mollema (NED)            | 15.           |
| 174           | Jacopo Mosca (ITA)             | 79.           |
| 175           | Quinn Simmons (USA) (landevej) | 61.           |
| 176           | Natnael Tesfatsion (ERI)       | 50.           |
| 177           | Mathias Vacek (CZE) (landevej) | 64.           |

| Groupama-FDJ GFC | Groupama-FDJ GFC      | Groupama-FDJ GFC |
| ---------------- | --------------------- | ---------------- |
| Nr.              | Rytter                | Placering        |
| 181              | Clément Davy (FRA)    | 115.             |
| 183              | Fabian Lienhard (SUI) | 96.              |
| 184              | Enzo Paleni (FRA)     | 70.              |
| 185              | Laurence Pithie (NZL) | 22.              |
| 186              | Rudy Molard (FRA)     | DNF-3            |
| 187              | Reuben Thompson (NZL) | 48.              |

| Australien AUS | Australien AUS   | Australien AUS |
| -------------- | ---------------- | -------------- |
| Nr.            | Rytter           | Placering      |
| 191            | Michael Storer   | 20.            |
| 192            | Damien Howson    | 9.             |
| 193            | Declan Trezise   | 100.           |
| 194            | Tristan Saunders | 93.            |
| 195            | Luke Burns       | 67.            |
| 196            | Jackson Medway   | 106.           |
| 197            | Liam Walsh       | 114.           |